# 伊那上郷駅
伊那上郷駅（いなかみさとえき）は、長野県飯田市上郷黒田にある、東海旅客鉄道（JR東海）飯田線の駅である。

## 歴史
- 1923年（大正12年）8月 - 12月頃[2][注釈 1]：伊那電気鉄道桜町停留場（現・桜町駅） - 元善光寺駅の間に上郷停留場（かみさとていりゅうじょう）として開設[1]。旅客駅[1]。
- 1935年（昭和10年）12月16日：上郷駅（かみさとえき）に昇格[1]。この頃貨物取扱開始（一般駅化）[1]。
- 1936年（昭和11年）1月頃：伊那上郷駅（いなかみさとえき）に改称[1]。
- 1943年（昭和18年）8月1日：伊那電気鉄道線が飯田線の一部として国有化、鉄道省（後の日本国有鉄道）の駅となる[1][3]。
  - 当時は、東海道本線浜松 - 名古屋間の各駅や飯田線の各駅、中央本線上諏訪 - 塩尻間の各駅、松本駅を発着する旅客のみ利用出来た[1]。
- 1954年（昭和29年）12月1日：東京都区内の各駅、長野駅を発着する旅客も利用可能となる[1]。
- 1971年（昭和46年）
  - 4月1日：旅客発着駅の制限を廃止[1]。
  - 12月1日：業務委託終了。旅客取扱については駅員無配置駅となる[4]。
- 1978年（昭和53年）4月1日：専用線発着車扱貨物取扱廃止（旅客駅に戻る）[1]。
- 1987年（昭和62年）4月1日：国鉄分割民営化に伴い、JR東海の駅となる[1][5]。

## 駅構造
単式ホーム1面1線を有する地上駅。下り列車より見て右方向に大きく曲がるカーブの途中に存在する。駅開設時はカーブの内側にホームが存在したが、車両との隙間が広過ぎて危険であるため外側に移設された。乗降の際は注意が必要。かつては駅周囲の製材業者専用線が接続していた。
飯田駅管理の無人駅で駅舎は無く、待合所がある。

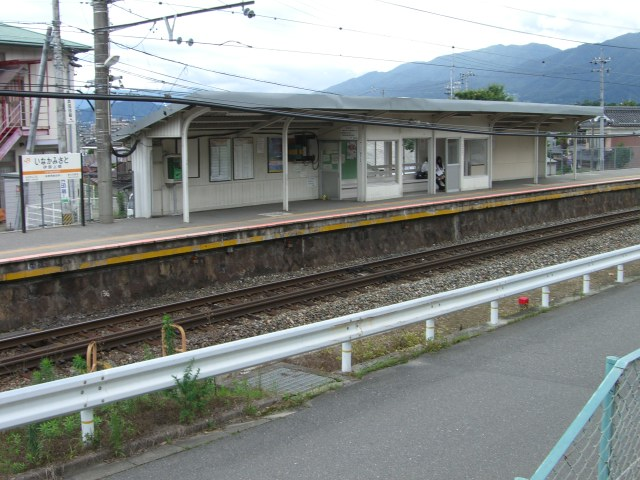
ホームと待合所（2008年6月）

## 利用状況
1日平均乗車人員は以下の通り。
| 乗車人員推移 | 乗車人員推移 |
| 年度         | 1日平均人数  |
| ------------ | ------------ |
| 2003         | 863          |
| 2004         | 829          |
| 2005         | 797          |
| 2006         | 811          |
| 2007         | 821          |
| 2008         | 806          |
| 2009         | 751          |
| 2010         | 687          |
| 2011         | 688          |
| 2012         | 676          |
| 2013         | 567          |
| 2014         | 518          |
| 2015         | 698          |
| 2016         | 686          |
| 2017         | 697          |
| 2018         | 675          |

## 駅周辺
- 黒田人形舞台
- 長野県飯田高等学校[2]
- 飯田女子高等学校[2]
- 飯田市立高陵中学校
- 飯田市立上郷図書館

## 隣の駅
東海旅客鉄道（JR東海）
CD 飯田線
■快速「みすず」（上りのみ停車）■普通
桜町駅 - 伊那上郷駅 - 元善光寺駅